# غنستار هيروز
غنستار هيروز (بالإنجليزية:Gunstar Heroes) لعبة فيديو من تطوير شركتي تريجر وإم تي ونشر سيجا تم طرحها في الأسواق لأول مره في أمريكا الشمالية في 9 سبتمبر 1993.

## روابط خارجية
- غنستار هيروز على موبي غيمز